# Quartiere Vascarelle
Il quartiere Vascarelle è uno storico quartiere della cittadina di Marino, in provincia di Roma, nell'area dei Castelli Romani.
Popoloso quartiere situato a ridosso del centro di Marino, seppure sia di recente urbanizzazione presenta alcune specificità considerevoli.

## Storia

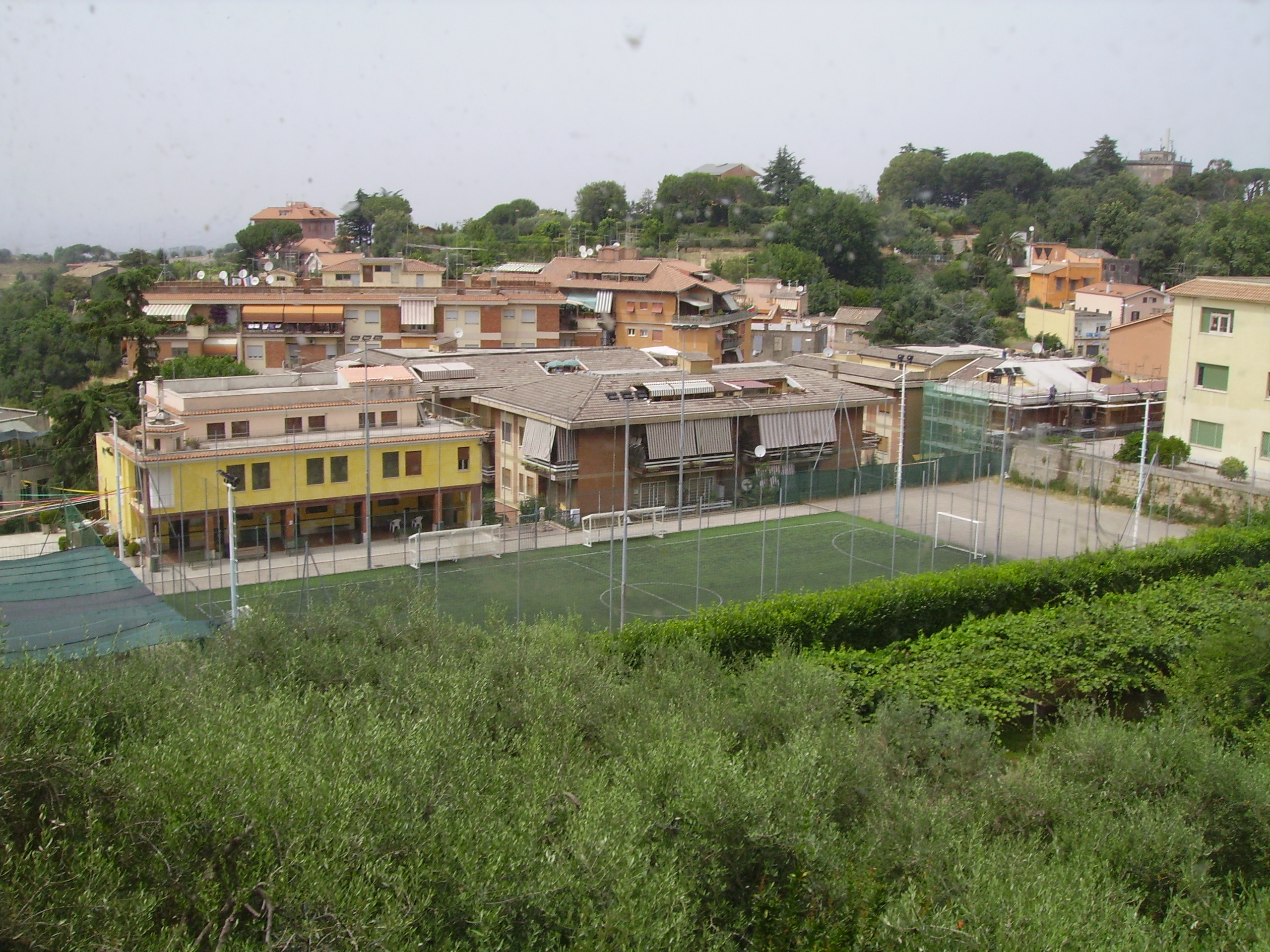
L'Oratorio Parrocchiale San Barnaba, importante realtà del quartiere.

L'area di Vascarelle era situata a ridosso dell'ultima espansione sei-settecentesca del centro storico di Marino ed era attraversata da un'importante strada di collegamento con Grottaferrata, più o meno fedelmente ricalcata dall'attuale strada provinciale 81/bis via Pietro Nenni. Il primo sviluppo urbanistico di questa zona si verificò dopo il 1882, quando il Consiglio comunale deliberò l'allontanamento dei fienili dal centro storico, per evitare il rischio di incendi: i proprietari terrieri marinesi così costruirono i loro fienili e stalle ai margini dell'abitato, nelle zone di Vascarelle, Sant'Anna e nella località ancor oggi chiamata "I Fienili" ai limiti del quartiere Borgo Garibaldi.
Negli anni Venti del Novecento nel quartiere fu aperto l'Oratorio Parrocchiale San Barnaba, per interessamento dell'allora parroco della basilica di San Barnaba, Guglielmo Grassi, e del suo collaboratore Zaccaria Negroni, in seguito divenuto senatore con la Democrazia Cristiana. Annessa all'oratorio furono aperte la casa della comunità di laici consacrati dei Piccoli Discepoli di Gesù e la Tipografia Sant'Anna, che fu ed è ancora un'importante realtà economica del territorio, formando al lavoro molti giovani. Tra l'altro l'Oratorio parrocchiale fu anche un centro di opposizione durante gli anni del fascismo: soprattutto per volontà di Zaccaria Negroni esso tenne testa alle organizzazioni giovanili fasciste con cui il regime si proponeva di monopolizzare le coscienze, e la Tipografia Sant'Anna fu un importante centro di diffusione e stampa di materiale sovversivo.
Ma la vera urbanizzazione avvenne dopo la seconda guerra mondiale. L'amministrazione socialcomunista guidata dal sindaco Aurelio del Gobbo nel febbraio 1954 fece approvare in Consiglio comunale l'apertura dell'attuale via monsignor Guglielmo Grassi, strada di collegamento tra Vascarelle e la zona di Villa Desideri; poi, il 5 novembre di quello stesso anno, fu deliberata la variante al piano di ricostruzione che previde l'edificazione nella zona di Vascarelle.

## Monumenti e luoghi d'interesse

### Architetture religiose

#### Edicole sacre
- Edicola di San Giuseppe Lavoratore. Venerata immagine, a grandezza naturale, del Santo patrono del quartiere, collocata in piazza Europa negli anni Settanta.
- Edicola dell'Immacolata Concezione di Lourdes. Collocata fin dagli anni Trenta all'ingresso dell'Oratorio Parrocchiale San Barnaba.[6]

### Aree naturali
In piazza Europa esiste un'area verde attrezzata con parco giochi per bambini.

## Società

### Tradizioni e folclore
- Festa di san Giuseppe Artigiano (ultima domenica di settembre). Questo evento, organizzato dal locale Comitato di quartiere, è stato in passato accompagnato da un palio equestre], chiamato "Palio della Quintana", che si svolgeva sul circuito di piazza Europa.

### Istituzioni, enti e associazioni
- Comitato di quartiere Vascarelle.
- Oratorio Parrocchiale San Barnaba.
- Istituto di formazione, orientamento e ricerca "Albafor".

## Cultura

### Scuole
- Scuola dell'infanzia di Vascarelle (annessa all'Istituto comprensivo statale "Marcantonio Colonna").
- Sede operativa dell'Istituto superiore di formazione, orientamento e ricerca "Albafor" (corsi di operatore amministrativo segretariale ed estetica).[7]

## Sport

### Impianti sportivi
- Campo da calcio a 5 "Don Mario Negroni" dell'Oratorio Parrocchiale San Barnaba (erba sintetica).
- Campo da basket dell'Oratorio Parrocchiale San Barnaba (cemento).